# Diplotaxis commixta
Diplotaxis commixta är en skalbaggsart som beskrevs av Patricia Vaurie 1960. Diplotaxis commixta ingår i släktet Diplotaxis och familjen Melolonthidae. Inga underarter finns listade i Catalogue of Life.